# Antoine-Désiré Héroult
Antoine-Désiré Héroult, né le 2 août 1799 à Pont-l'Évêque et mort le 11 janvier 1853 à Paris, est un artiste peintre français.

## Biographie
Antoine-Désiré Héroult est né le 15 thermidor an 7, fils d'Antoine Héroult et d'Agnès Martin.
En 1825, il épouse à Paris Augustine Ligué (1805-1892).
Il expose au Salon de 1836 à 1852, principalement des paysages et quelques marines.
Il meurt dans la capitale le 11 janvier 1853.